# CECELL
El Centre d'Esports del Camp Escolar de Lleida (CECELL) és un club esportiu català dedicat a la pràctica del voleibol femení.